# Sabah Art Gallery

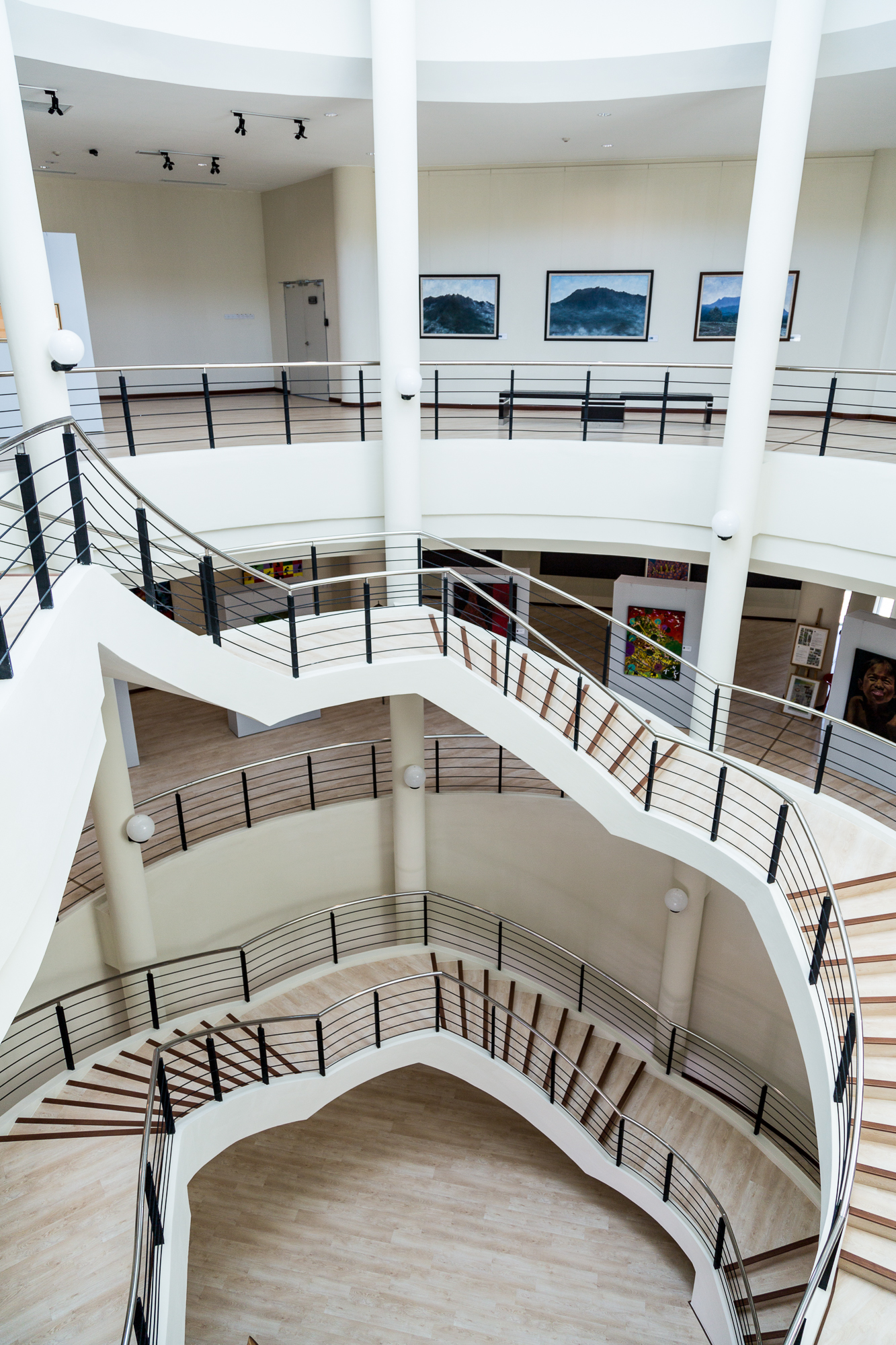
Innenansicht der Kunstgalerie

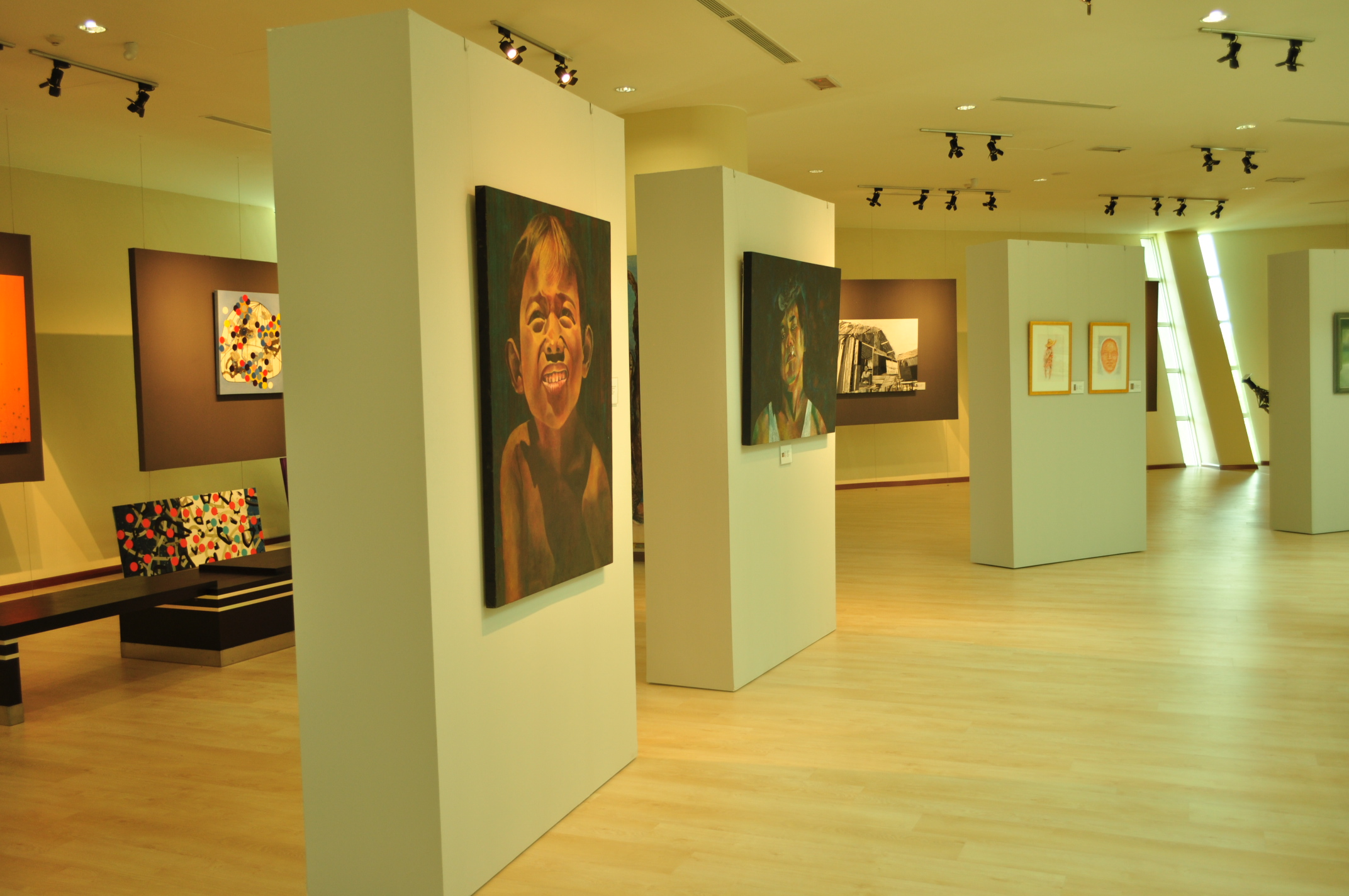
Innenansicht

Die Sabah Art Gallery (mal. Balai Seni Lukis Sabah) ist ein Kunstmuseum des Bundesstaats Sabah in Malaysia. Es liegt auf einem 17 Hektar großen Gelände im Stadtteil Layang in Kota Kinabalu nahe der Jalan Penampang.
Der Zweck der Kunstgalerie ist die Sammlung, Lagerung, Konservierung und Interpretierung sowohl einheimischer wie auch ausländischer Kunstwerke.

## Geschichte
Das Museum wurde 1984 durch den Künstler Yaman Mus gegründet. Als staatliche Einrichtung wurde die Kunstgalerie der Verwaltung durch das Sabah Sports and Cultural Board unterstellt und als "temporäre Lösung" in der ersten Etage des Science Centre des Sabah Museums untergebracht. Für Ausstellung, Lagerung von Kunstgegenständen und die Verwaltung standen der Kunstgalerie dort 1.100 m² Fläche zur Verfügung.
Die „temporäre Lösung“ bestand nahezu 25 Jahre, bevor am 8. Januar 2010 der Spatenstich für ein neues, vierstöckiges Gebäude im avantgardistischen Stil auf einem 1,74 Hektar großen Gelände im Stadtteil Luyang erfolgte. Da gleichzeitig Umbauarbeiten am Sabah Museum anliefen, wurde die Sabah Art Gallery für eine kurze Übergangszeit ins Wisma Budaya an der Jalan Tunku Abdul Rahman verlegt.

## Gebäude
Die Form des achteckigen, sich nach unten verjüngenden Gebäudes soll an einen bahuyun, einen traditionellen Korb erinnern, den die Kadazandusun früher aus Bambusblättern flochten. Das oktogonale Design erlaubt eine vielseitige Präsentation der Kunstwerke.
Für die auf 2000 Kunstwerke angewachsene Sammlung im Wert von 14 Mio. Ringgit stehen am neuen Standort mehr als 3.000 Quadratmeter Fläche zur Verfügung.
Das Gebäude ist als Energiesparhaus ausgerüstet und nutzt erneuerbare Energien und Regenwasser für die automatische Beleuchtung und die Klimatisierung. Die Sabah State Gallery erhielt am 29. Juni 2012 das Zertifikat des „Green Building Index“. Die Sabah Art Gallery erhebt den Anspruch, das erste Grüne Gebäude des Bundesstaats zu sein. Die Baukosten betrugen insgesamt 16 Millionen Ringgit, etwa 4 Millionen EUR.

## Abbildungen

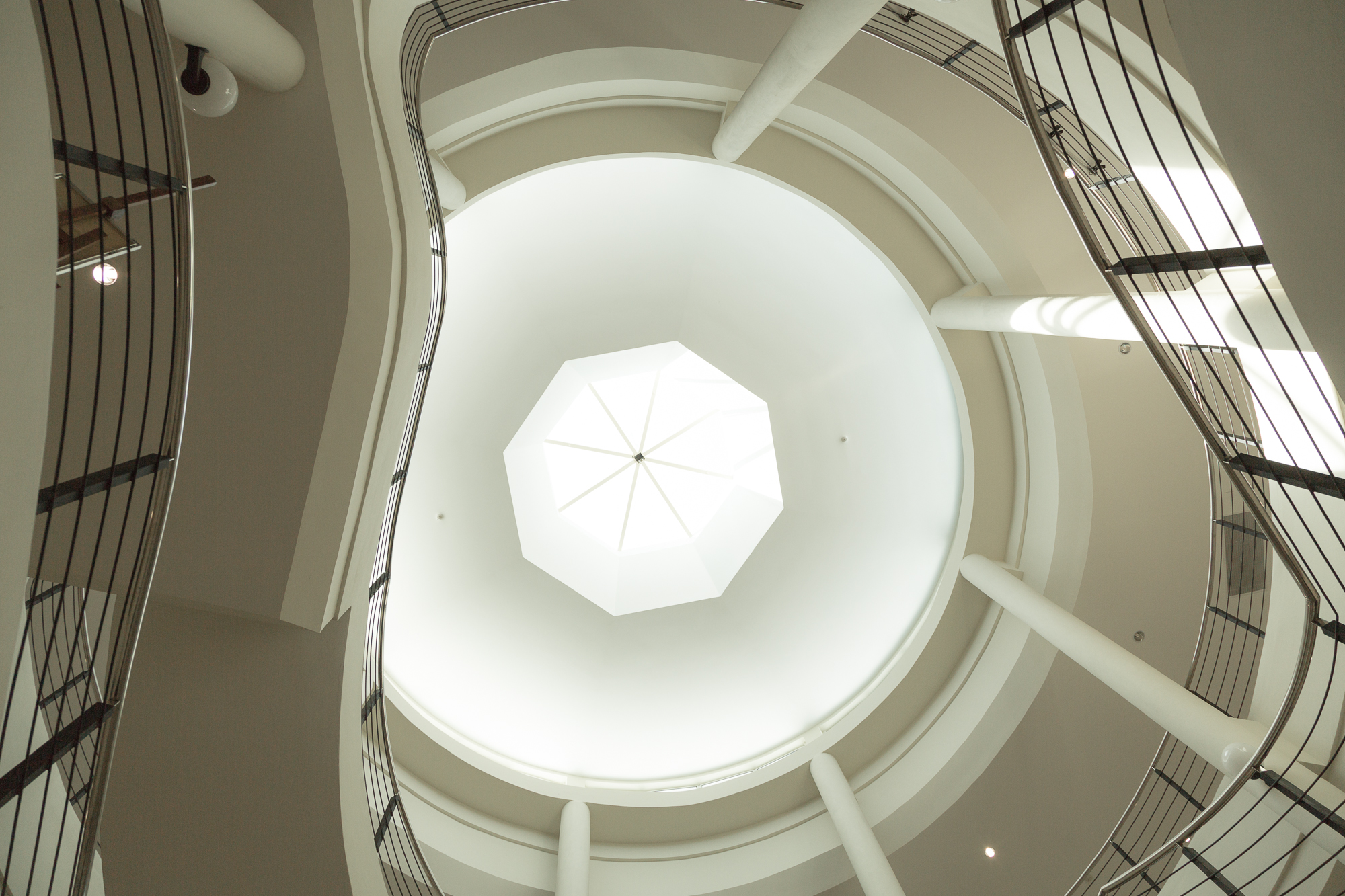
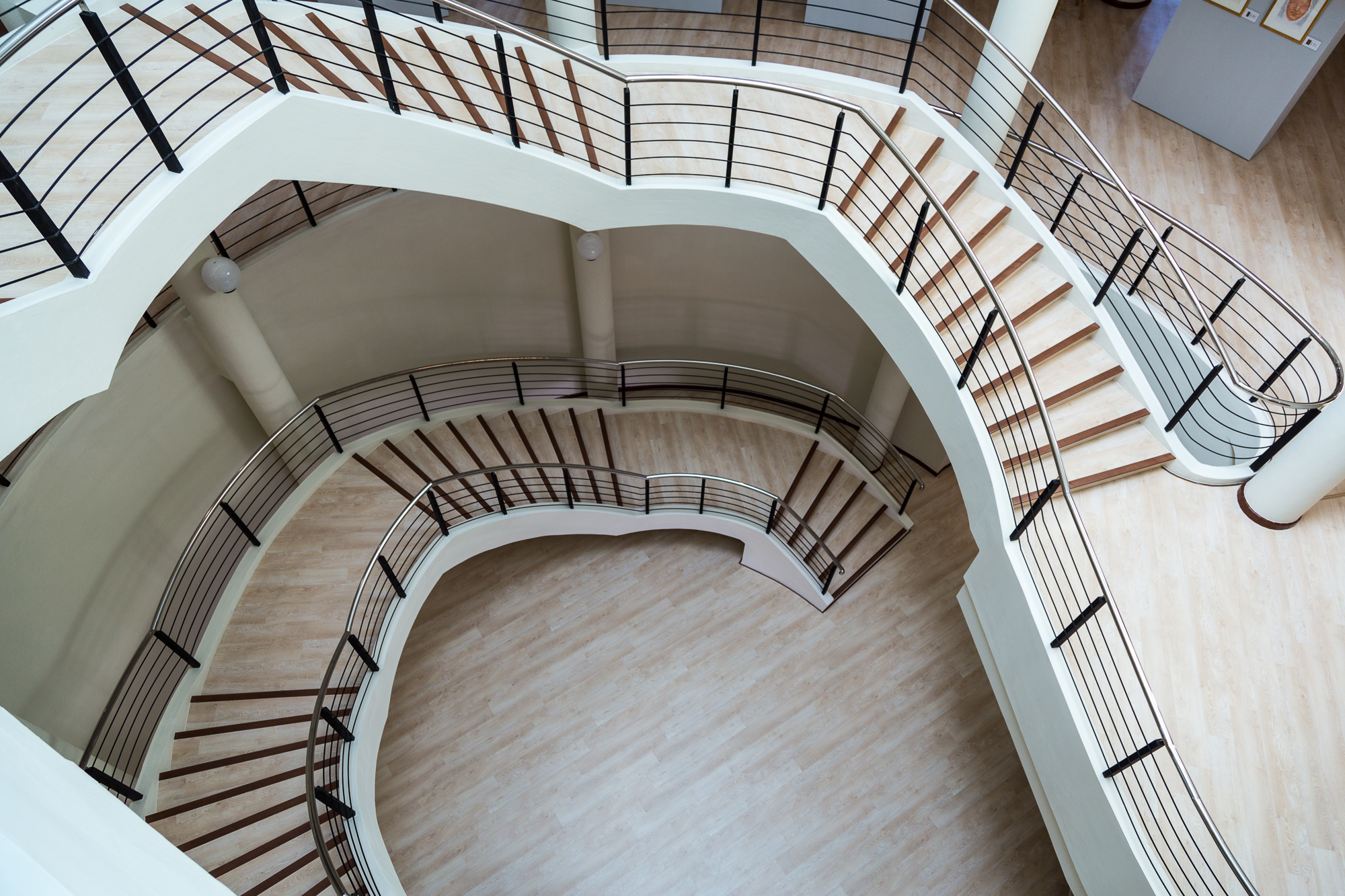
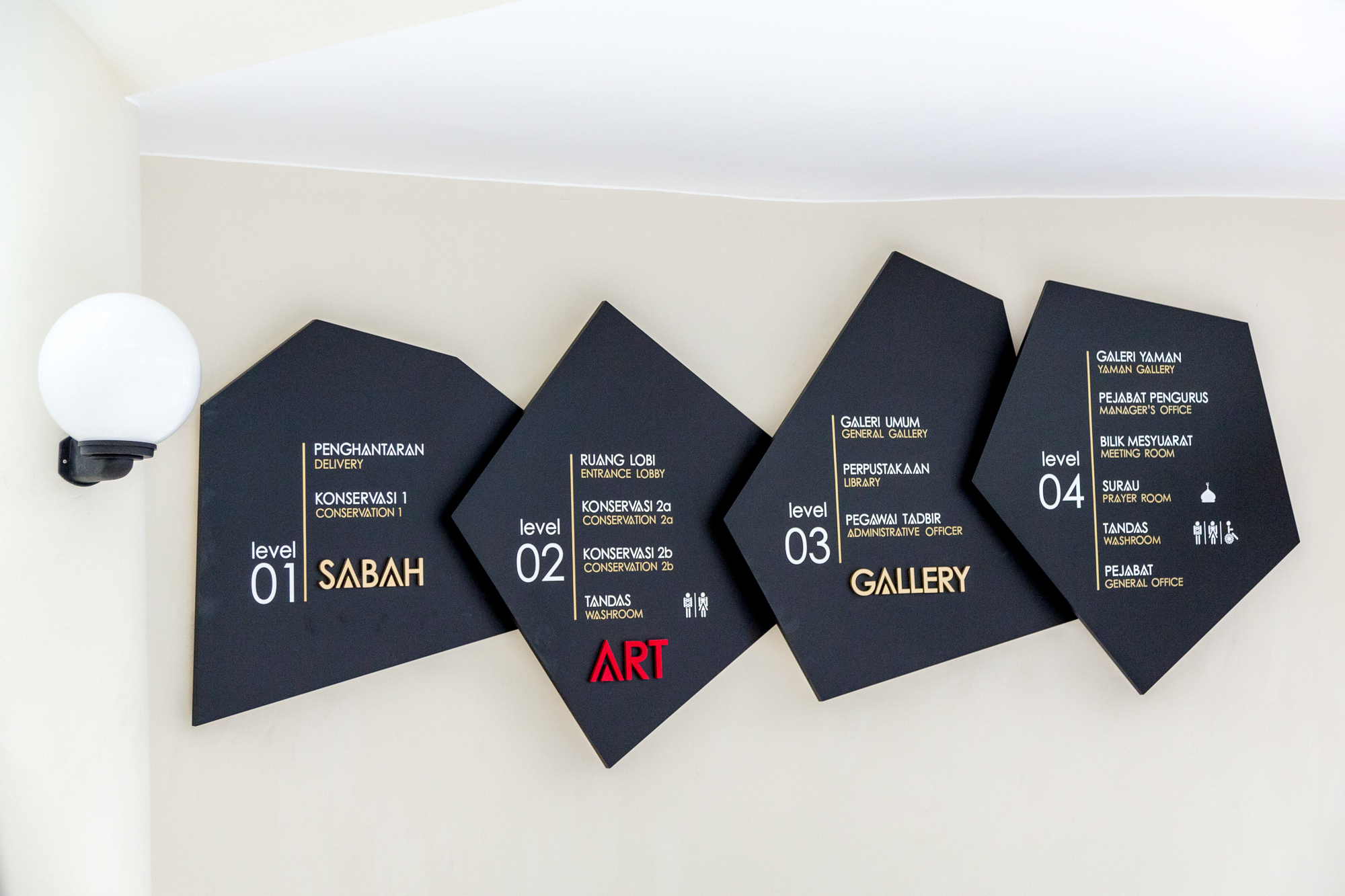
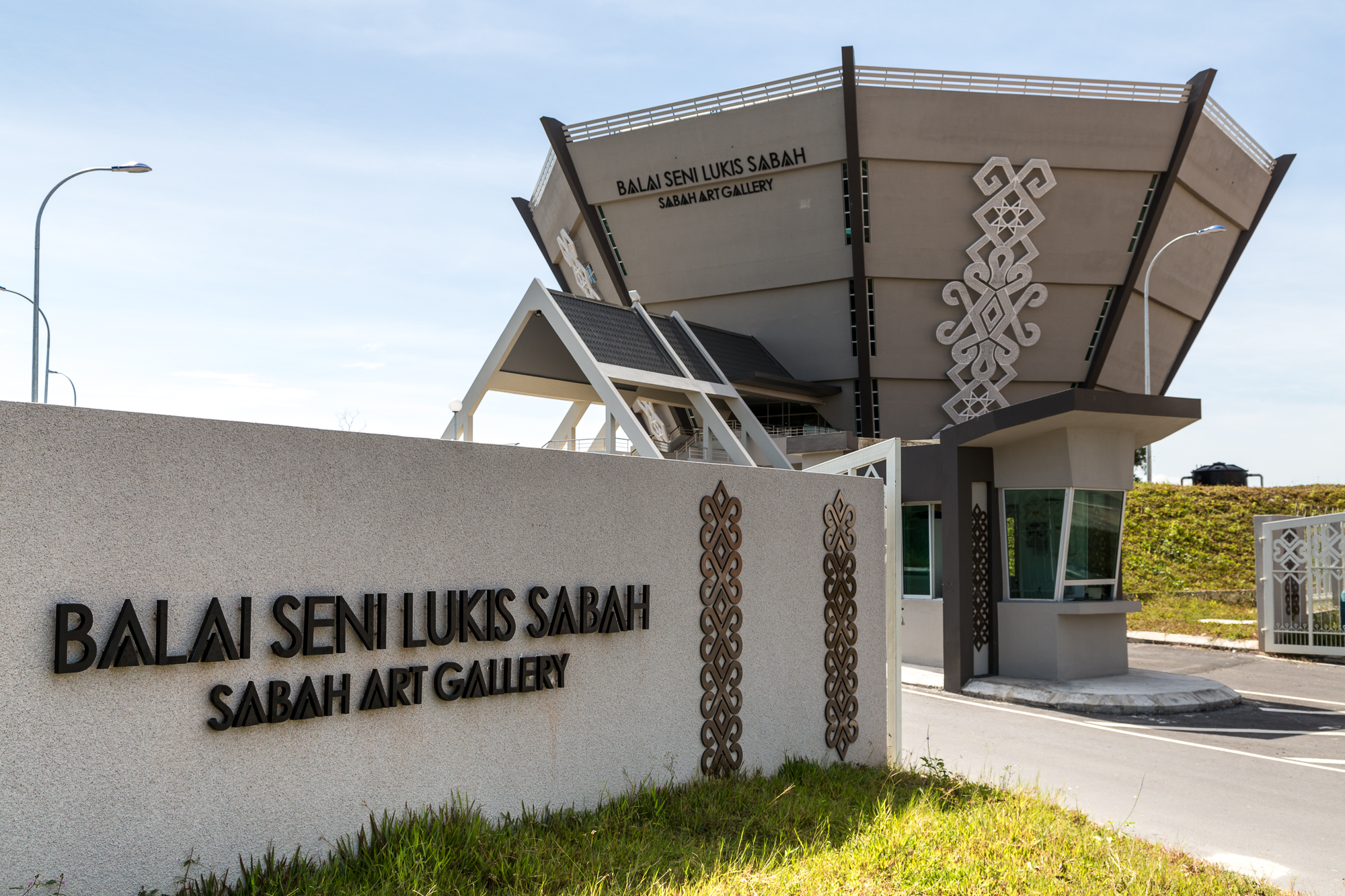

Koordinaten: 5° 57′ 12,6″ N, 116° 4′ 53,6″ O